# Râul Sos
Râul Sos sau Pârâul Sos este un mic curs de apă, afluent al râului Fehéres , Râul traversează intravilanul localităților Băile Seiche și Odorheiu Secuiesc unde este regularizat, 

## Hărți
- Harta județului Harghita